# Roberto Girometti
Roberto Girometti (Roma, 4 maggio 1939) è un direttore della fotografia, sceneggiatore, regista e critico cinematografico italiano.

## Biografia
Inizia la sua attività di direttore della fotografia nel 1962, e, negli stessi anni, collabora come critico cinematografico con la rivista La Settimana Incom. Tra le sue opere più conosciute vi sono Intervista a Salvador Allende: La forza e la ragione, per la regia di Emidio Greco e Roberto Rossellini, e un'intervista a Fidel Castro insieme a Gianni Minà; per quanto riguarda i documentari si è cimentato anche nell'attività di sceneggiatore e regista. Nel 2019 ha realizzato inoltre un documentario su Tonino Delli Colli, storico direttore della fotografia italiano. A partire dagli anni 2000 si occupa di insegnare nelle scuole la storia e i progressi del cinema. È stato membro di giuria all'Ariano International Film Festival.

## Filmografia

### Direttore della fotografia

#### Cinema
- Don Franco e Don Ciccio nell'anno della contestazione, regia di Marino Girolami (1970)
- Una cavalla tutta nuda, regia di Franco Rossetti (1972)
- Intervista a Salvador Allende: La forza e la ragione, regia di Roberto Rossellini (1973)
- Canterbury n° 2 - Nuove storie d'amore del '300, regia di Roberto Loyola (1973)
- Nipoti miei diletti, regia di Franco Rossetti (1974)
- La profanazione, regia di Tiziano Longo (1975)
- La portiera nuda, regia di Luigi Cozzi (1976)
- Vinella e Don Pezzotta, regia di Mino Guerrini (1976)
- Malizia erotica, regia di José Ramón Larraz (1979)
- La gorilla, regia di Romolo Guerrieri (1982)
- I briganti, regia di Giacinto Bonacquisti (1983)
- L'inceneritore, regia di Pierfrancesco Boscaro Degli Ambrosi (1984)
- Quella villa in fondo al parco, regia di Giuliano Carnimeo (1988)
- Sulle tracce del condor, regia di Sergio Martino (1989)
- Malizia oggi, regia di Sergio Bergonzelli (1990)
- Strepitosamente... flop, regia di Pierfrancesco Campanella (1993)
- Un giudice di rispetto, regia di Bruno Mattei (2000)
- Capriccio veneziano, regia di Bruno Mattei (2003)
- In viaggio con Che Guevara, regia di Gianni Minà – documentario (2003)
- Le bande, regia di Lucio Giordano (2005)
- Crazy Blood, regia di Gaetano Russo (2006)
- Mosaic, regia di Marco Cabriolu (2013)
- Alcide De Gasperi: il miracolo incompiuto, regia di Francesco Mariotti – documentario (2016)
- I piccoli maghi di Oz, regia di Luigi Cozzi (2018)
- Once Upon a Time: Tonino Delli Colli Cinematographer, regia di Claver Salizzato – documentario (2018)
- Tic toc, regia di Davide Scovazzo (2023)

#### Televisione
- La regina degli uomini pesce, regia di Sergio Martino – film TV (1996)
- Cornetti al miele, regia di Sergio Martino – film TV (1999)
- Con gli occhi dell'assassino, regia di Corrado Colombo – film TV (2001)
- Il cielo tra le mani – film TV (2001)

### Sceneggiatore
- Quella sporca storia nel West, regia di Enzo G. Castellari (1968)
- Mafia, una legge che non perdona (1980)

### Regista
- Mafia, una legge che non perdona (1980)